# Пролетарская улица (Торжок)
Пролета́рская у́лица — улица в историческом центре Торжка. Проходит на север от улицы Мира до улицы Дзержинского. Пересекает Студенческую и Вокзальную улицы, примыкают переулки Дзержинского, Пролетарский и Железнодорожный. Частично сохраняет историческую застройку XVIII—XIX веков.

## История
До Октябрьской революции улица носила название Дворянской. Оно восходит к плану регулярной застройки города 1770—1780-х гг., который предусматривал сословное разделение застройки, выделяя улицу, отходившую от главного шоссе на север у Васильевской церкви, для поселения дворян. Среди дворянского населения известны фамилии Мусина-Пушкина, Шишмарёва, Н. М. Полторацкого, Д. К. Мячкова. Ряд дворянских особняков, а именно дома 7, 10-12, сохранились. На рубеже XIX—XX вв. ряд домов, в том числе и эти, были выкуплены земством под размещение учреждений. В частности, на улице, в бывшем доме Гамбурцева, размещалась уездная земская управа. В марте 1919 года улица, в соответствии с идеологией о переходе власти от дворянства к пролетариату, была переименована в Пролетарскую. К ней также была присоединена улица, носившая название Новой или Новоямской, продолжавшая старую Дворянскую на север. Название Новоямская связано с тем, что она выводила к северной части Ямской слободы.

## Примечательные здания и сооружения
По нечётной стороне
- № 9 — жилой дом, нач. XIX в., выявленный объект культурного наследия.
- № 13 — жилой дом, 2-я пoл. XIX в., выявленный объект культурного наследия.

По чётной стороне
- № 10 — жилой дом с воротами, 1-я пoл. XIX в., объект культурного наследия федерального значения.
- № 16 — жилой дом, позднее земская школа золотного шитья, XIX в.